# 皮亚佐洛
皮亚佐洛（義大利語：Piazzolo），是意大利贝加莫省的一个市镇。总面积4平方公里，人口88人，人口密度22.0人/平方公里（2009年）。国家统计（ISTAT）代码为016166。